# Eduard Ganz
Eduard Ganz, född den 29 april 1827 i Mainz, död den 26 november 1867 i Berlin,  var en tysk musiker.
Ganz var son till Adolf Ganz samt brorson till Moritz och Leopold Ganz. 
Ganz följde med sin far till London, där han hade Thalberg som pianolärare. År 1851 flyttade han till Berlin, där han följande år blev violast i hovkapellet och gav pianolektioner. Han gjorde sig ett namn som pianovirtuos och ledsagade 1856 sina farbröder Moritz och Leopold till London. År 1862 grundade han själv en pianoskola, som han drev till sin död.